# Elasmus bicolor
Elasmus bicolor is een vliesvleugelig insect uit de familie Eulophidae. De wetenschappelijke naam is voor het eerst geldig gepubliceerd in 1840 door Fonscolombe.